# РГО (граната)
РГО (индекс ГРАУ — 7Г22) — ручная противопехотная оборонительная ударно-дистанционная граната.

## Описание

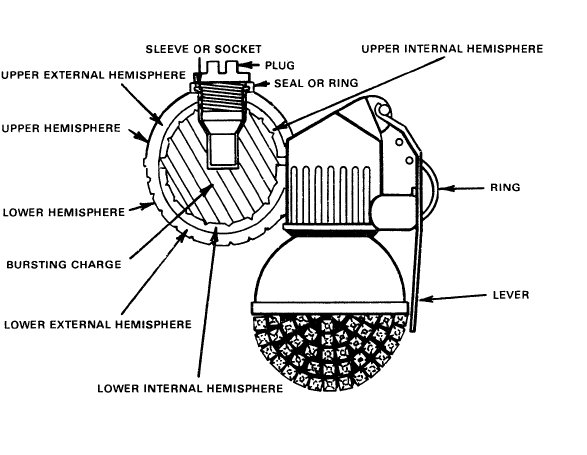
Рисунки: РГО в разрезе без запала с защитной пробкой и внешний вид гранаты с запалом

Граната предназначена для поражения живой силы в оборонительном бою. К цели граната доставляется только за счёт броска рукой солдата. Радиус поражения осколками гранаты — 50 м, радиус возможного поражения — 100 м. По ТТХ в целом аналогична гранате Ф-1, но отличается от неё применением комбинированного ударно-дистанционного взрывателя.
Взрыв гранаты происходит при её соударении с твёрдой поверхностью. Взрыватель гранаты всюдубойный, срабатывающий вне зависимости от наклона поверхности или положения гранаты. Взрыватель становится на боевой взвод через 1,3—1,8 секунды с момента отпускания предохранительного рычага (броска гранаты), что исключает возможность её мгновенного взрыва при случайной встрече с препятствием на небольшом удалении от метающего. Если взрыв гранаты не произошел от взрывателя ударного действия, то через 3,2—4,2 секунды с момента отпускания предохранительного рычага происходит самоликвидация гранаты подрывом. В этом действие гранаты полностью аналогично действию гранат Ф-1, РГ-42, РГД-5.
Боевая граната окрашивается в оливково-сероватый цвет. Учебно-имитационная граната окрашивается в чёрный цвет.

### Тактико-технические характеристики
Граната обладает следующими тактико-техническими характеристиками:
- тип гранаты — ручная противопехотная осколочная оборонительная ударно-дистанционная;
- время самоликвидации — 3,2—4,2 с;
- время дальнего взведения — 1,3—1,8 с;
- радиус поражения осколками — 50 м;
- радиус возможного поражения — 100 м;
- способ доставки к цели — только ручной бросок[1].

## Страны-эксплуатанты
- СССР
- Россия
- Украина — некоторое количество[2]